# Асоціація працівників дошкільної освіти
Всеукраїнська громадська організація «Асоціація працівників дошкільної освіти» (далі — Асоціація) є добровільною неприбутковою громадською організацією, що об'єднує фахівців у галузі дошкільної освіти.

## Мета Асоціації
Сприяння розбудові національної освіти як важливого засобу творення української держави, підвищення професійної майстерності працівників дошкільної освіти, зростання ролі і місця дошкільної освіти у суспільстві, а також задоволення та захист законних соціальних, економічних, творчих, вікових, національно-культурних, спортивних та інших спільних інтересів своїх членів.

## Основні завдання Асоціації
- сприяння взаємодії між закладами освіти, недержавними організаціями та суспільством
- аналіз стану та перспектив розвитку дошкільної освіти, її законодавчого, нормативно-правового, фінансового та методичного забезпечення
- розроблення альтернативних проектів нормативно-правових актів з питань дошкільної освіти та соціального захисту працівників дошкільної освіти
- внесення пропозицій з питань поліпшення якості дошкільної освіти та соціального захисту працівників дошкільної освіти до центральних та місцевих органів виконавчої влади
- сприяння обміну інформацією про нові освітні технології, моделі і теорії
- надання на громадських засадах консультацій і практичної допомоги з питань дошкільної освіти та соціального захисту працівників дошкільної освіти
- налагодження фахових, інформаційних та інших зв'язків з державними, громадськими та іншими установами, підприємствами, організаціями (у тому числі зарубіжними та міжнародними), а також приватними особами для здійснення статутної діяльності
- сприяння вивченню та впровадженню перспективного педагогічного досвіду (вітчизняного та зарубіжного) у практику роботи закладів та установ освіти
- участь у розробленні міжнародних, загальнодержавних, регіональних програм, спрямованих на впровадження сучасних підходів до підготовки педагогічних працівників, поліпшення якості дошкільної освіти
- сприяння роботі з удосконалення системи підготовки, підвищення кваліфікації працівників дошкільної освіти
- сприяння організації соціальних досліджень серед працівників дошкільної освіти
- сприяння адаптації та формуванню єдиного інформаційного простору у зазначеній сфері
- популяризація професій педагогічних працівників дошкільних навчальних закладів
- представництво і захист своїх законних інтересів та законних інтересів своїх членів у державних і громадських органах
- проведення освітньої, культурної та наукової діяльності, організація дозвілля членів Асоціації та їх сімей

## Як влаштована Асоціація
Установчі документи Асоціації: Статут, Положення про місцевий осередок
Вищим керівним органом Асоціації є Конференція членів Асоціації, яка скликається не рідше одного разу на рік.
У період між Конференціями роботою Асоціації керує її постійно діючий колегіальний орган управління — Координаційна рада Асоціації, яка розробляє основні напрями діяльності Асоціації, складає річну програму її діяльності.
Правління Асоціації є постійно діючим виконавчим органом, що здійснює забезпечення поточної діяльності Асоціації.
Посаду голови Правління Асоціації з 2011 року обіймає Омельяненко Ніна Володимирівна — автор багатьох нормативно-правових документів, упорядник навчально-методичних посібників для керівників дошкільних закладів. Зараз є шеф-редактором фахових журналів для керівників ДНЗ та ЗНЗ Цифрового видавництва Експертус.
Нагороджена нагрудним знаком «Відмінник освіти України» та заохочувальною відзнакою МОН — нагрудним знаком «Софія Русова».
Організаційною основою Асоціації є місцеві осередки, які створюються у районах, містах, районах у містах, селах, селищах, областях на добровільних засадах не менше як трьома громадянами. Організовує діяльність місцевого осередку Голова місцевого осередку, що обирається на зборах місцевого осередку з наступним затвердженням про його обрання Координаційною радою Асоціації.
Нині існує 43 місцевих осередків Асоціації та понад 2500 її зареєстрованих членів.

## Членство в Асоціації працівників дошкільної освіти
Діяльність Асоціації з питань розвитку дошкільної освіти підтримують педагоги з різних регіонів України. Детальніше про діяльність Асоціації можна дізнатися із її Річних звітів. 

### Що дає членство в Асоціації?
- Безкоштовна участь у заходах Асоціації (семінарах, круглих столах тощо)
- Встановлення фахових, інформаційних та інших зв'язків між дошкільними навчальними закладами з різних регіонів України. Можливість обмінюватися інформацією про нові освітні технології, моделі і теорії
- Участь у роботі консультативних, дорадчих та інших допоміжних органів, що утворюються органами державної влади, органами місцевого самоврядування, для підготовки рекомендацій з питань, що стосуються дошкільної освіти
- Можливість розробляти альтернативні проекти нормативно-правових актів та вносити пропозиції з питань поліпшення якості дошкільної освіти та соціального захисту працівників дошкільної освіти до центральних та місцевих органів виконавчої влади
- Отримання своєчасної інформації про новинки у сфері дошкільної освіти, методичної та практичної допомоги з питань дошкільної освіти та соціального захисту працівників сфери дошкільної освіти
- Можливість донести свої думки та проблеми до найвищих рівнів влади
- Знижки на передплату газети «Дошкілля.UA [Архівовано 14 грудня 2015 у Wayback Machine.]» та інших видань, які створюються за участі Асоціації

### На що витрачаються членські внески?
- Організація семінарів та інших заходів для членів Асоціації
- Оплата участі активних членів Асоціації у заходах, які проводять інші організації
- Здійснення окремих акцій, проектів та програм, спрямованих на обмін інформацією у сфері дошкільної освіти
- Господарські витрати (придбання канцтоварів, оплата поштового та інтернет-зв'язку, оренди приміщення, послуг банку)
- Оплата заробітної плати Правлінню Асоціації

Річний бюджет Асоціації та штатний розпис затверджує її Координаційна рада, до складу якої входять голови місцевих осередків Асоціації. Контролює фінансову діяльність Асоціації Ревізійна комісія, до складу якої входять як члени Асоціації, так і незалежні експерти.
Подати заявку на вступ можна на сайті Асоціації.